# جمیانووکا
جمیانووکا (به لهستانی:  Dziemianówka) یک روستا در لهستان است که در گمینا گیبه واقع شده‌است.